# Aimo Aaltonen
Aimo Anshelm Aaltonen (10 tháng 12 năm 1906 - 21 tháng 9 năm 1987) là một công nhân xây dựng và chính trị gia Phần Lan. Aaltonen sinh ra ở Pargas. Ông trở thành một người cộng sản khi còn trẻ và đến Liên Xô năm 1930, nơi ông theo học từ năm 1930 đến năm 1933 tại Đại học Cộng sản của các Dân tộc thiểu số phương Tây ở Leningrad. Không lâu sau khi ông trở về Phần Lan, ông đã bị bắt trên xúi giục nổi loạn phí và trải qua hơn chục năm tù. Năm 1944, ông được trả tự do sau cuộc đình chiến ở Moskva ngày 19 tháng 9 năm 1944, dẫn đến việc hợp pháp hóa Đảng Cộng sản Phần Lan (SKP). Aaltonen từng là chủ tịch của SKP từ năm 1944 đến năm 1945 và một lần nữa từ năm 1948 đến năm 1966. Ông là phó giám đốc của VALPO (Cơ quan An ninh Phần Lan) từ năm 1945 đến năm 1947. Ông là thành viên của Quốc hội Phần Lan từ năm 1945 đến Năm 1962, đại diện cho Liên đoàn Dân chủ Nhân dân Phần Lan (SKDL).